# Markovia
Markovia es una nación ficticia existente en el Universo DC, creado para la editorial DC Comics, fue mencionada por primera vez en las páginas de The Brave and the Bold Vol. 1 #200 (julio de 1983). pero cuya aparición formal se da en las páginas de "Batman and the Outsiders" Vol. 1 #1 (agosto de 1983), siendo creado por Dick Giordano, Jim Aparo y Mike W. Barr. Markovia es un pequeño país en Europa occidental, gobernado por la familia de la dinastía Markov.

## Historia
La única ciudad importante de Markovia, es la capital, la ciudad de Markovburg. Markovia durante la Segunda Guerra Mundial sufrió la invasión de los nazis. Durante el mismo período, un equipo comando norteamericano conocidos como Los Perdedores murieron defendiendo a Markovia de una amenaza cósmica. El rey de Markovia tuvo dos hijos, Gregor y Brion, y una hija ilegítima, llamada Tara Markov, más conocida como Terra. Para evitar un escándalo, el Rey silenciosamente la envió a vivir a los Estados Unidos. La identidad de la madre de Tara Markov sigue siendo un misterio hasta la actualidad, al menos para los lectores.
Más tarde, durante el tiempo en el que el Prince Brion se convirtió en el superhéroe conocido como Geo-Force, el país fue invadido por las Fuerzas Armadas Soviéticas, en una operación supervisada por el supervillano conocido como Bad Samaritan, respaldado por el grupo de supervillanos conocidos como los Masters of Disaster y liderado por el Barón Bedlam, que buscaba revivir a Adolf Hitler. Esta invasión en particular fue impedida gracias a la intervención de los Outsiders, por un breve tiempo, solo para evitar que el país sufriera una invasión mucho peor años más tarde. Una invasión vampírica, liderada por un vampiro conocido como Roderick, lentamente tomó el control del país. La Reina sería asesinada en un metódico plan que mancha a la familia Markov, afectando gravemente al príncipe Brion, y el país sufre por algún tiempo. De nuevo, los Outsiders vuelven ayudar a repeler a los invasores.
Mientras tanto, en los Estados Unidos, con el pasar de los años, Terra se involucraba con las actividades de los Teen Titans y lo relacionado con el arco de Judas Contract, Markovia cayó en manos de revolucionarios y finalmente fue absorbida por la Unión Soviética.
De nuevo los Outsiders se ven de nuevo involucrados ayudando a proteger a Markovia durante los acontecimientos de la serie limitada Día del Juicio. En esta ocasión fue una invasión demoníaca, una situación en la que la mayoría del mundo estaba experimentando en ese momento. Otros héroes que se en contraban en el país lograban detener a los demonios desde su origen.
Como se detalla en las páginas de Detective Comics Vol. 1 #829-830, Markovia se encuentra en guerra con la recién formada República de Jalib. Sin embargo, los representantes asisten a una charla de paz patrocinada por Bruce Wayne.
Markovia a menudo es descrita como un país autoritario con una policía secreta. Antes de su anexión por parte de los soviéticos, los países occidentales y una serie de otros regímenes anticomunistas, como el gobierno apartheid de Sudáfrica, había suministrado ayuda a los militares de Markovia. Según la descripción de la lengua markoviana parece estar basada en el alemán.

### Los Nuevos 52/DC: Renacimiento
Una organización terrorista independiente llamada Kobra en algún momento invadió Markovia, conquistando parte de ella. La miembro de la Liga de la Justicia y ex-outsider y miembro del Escuadrón Suicida Katana se involucró en este incidente cuando intentaba aliarse con el científico el Doctor Helga Jace.

#### Doomsday Clock
En la secuela " Watchmen "Doomsday Clock", Markovia y Rusia son mostradas en una alianza en lo que se llama The Superman Theory, en la que afirma que muchos seres superpoderosos están siendo controlados por el gobierno estadounidense. Cuando el mundo comienza una "carrera armamentista metahumana", Markovia aparece con el apoyo de los Outsiders como su equipo principal de superhéroes.

## Versiones alternativas
En el universo de Amalgam Comics, Markovia se fusionó con Latveria de Marvel Comics para formar la nación de Latkovia en el universo Amalgam.

## Sitios de interés
El Castillo Markov es la residencia real de la Familia Markov en Markovia. El castillo durante la Segunda Guerra Mundial fue ocupada por los nazis. Durante la época de la ocupación Soviética, quedó bajo asedio cuando unas fuerzas enemigas lideradas por el Barón Bedlam, atacaron Markovia. Mientras los Outsiders combatían contra las fuerzas de Bedlam en terrenos del castillo, el Príncipe Brion derrotó a su archienemigo en los pasillos del castillo, arrojando a Bedlam al borde de una de las murallas del castillo cerca del suelo, para que los campesinos markovianos hiciesen justicia por sus propias a manos.

## Apariciones en otros medios
- Markovia tuvo apariciones recurrentes en la serie de televisión, Arrow (2012-2020), en los episodios «Lone Gunmen», «State vs. Queen», «Temblors», y «Suicide Squad».
- Markovia tuvo apariciones en la tercera temporada de la serie de televisión, Black Lightning (2017-2021).
- Markovia tiene apariciones recurrentes en la serie Young Justice (serie de televisión)